# Tuffi ai Giochi della XVI Olimpiade - Trampolino maschile
La competizione del trampolino maschile  di tuffi ai Giochi della XVI Olimpiade si è svolta nei giorni 30 novembre e 1º dicembre 1956 allo stadio del nuoto di Melbourne.

## Programma
| Data        | Round          | Note                                                          |
| ----------- | -------------- | ------------------------------------------------------------- |
| 30 novembre | Qualificazioni | 6 tuffi liberi. I migliori 12 in finale.                      |
| 1º dicembre | Finale         | 4 tuffi liberi (si riporta il punteggio della qualificazione) |

## Risultati

### Qualificazioni
| Pos. | Atleta           | Nazione          | Punteggio singoli tuffi | Punteggio singoli tuffi | Punteggio singoli tuffi | Punteggio singoli tuffi | Punteggio singoli tuffi | Punteggio singoli tuffi | Totale |
| Pos. | Atleta           | Nazione          | 1º                      | 2º                      | 3º                      | 4º                      | 5º                      | 6º                      | Totale |
| ---- | ---------------- | ---------------- | ----------------------- | ----------------------- | ----------------------- | ----------------------- | ----------------------- | ----------------------- | ------ |
| 1    | Joaquín Capilla  | Messico          | 13,26                   | 11,40                   | 12,92                   | 16,50                   | 15,62                   | 20,54                   | 90,24  |
| 2    | Bob Clotworthy   | Stati Uniti      | 11,06                   | 13,09                   | 15,01                   | 16,72                   | 16,94                   | 17,25                   | 90,07  |
| 3    | Glen Whitten     | Stati Uniti      | 10,78                   | 12,75                   | 14,63                   | 17,16                   | 16,72                   | 17,16                   | 89,20  |
| 4    | Roman Brener     | Unione Sovietica | 12,32                   | 11,56                   | 14,44                   | 15,75                   | 13,42                   | 16,33                   | 83,82  |
| 5    | Donald Harper    | Stati Uniti      | 10,08                   | 12,24                   | 14,06                   | 16,06                   | 16,28                   | 14,70                   | 83,42  |
| 6    | Gennady Udalov   | Unione Sovietica | 10,72                   | 10,88                   | 14,91                   | 15,40                   | 14,25                   | 16,90                   | 83,06  |
| 7    | Günther Mund     | Cile             | 10,72                   | 9,60                    | 12,92                   | 15,62                   | 14,52                   | 17,16                   | 80,54  |
| 8    | József Gerlach   | Ungheria         | 10,56                   | 10,54                   | 13,30                   | 15,18                   | 14,07                   | 16,80                   | 80,45  |
| 9    | Juan Botella     | Messico          | 9,69                    | 10,03                   | 12,73                   | 14,00                   | 15,18                   | 16,64                   | 78,27  |
| 10   | Yutaka Baba      | Giappone         | 9,66                    | 11,73                   | 14,49                   | 10,80                   | 14,30                   | 16,79                   | 77,77  |
| 11   | Bill Patrick     | Canada           | 10,36                   | 10,05                   | 11,97                   | 14,74                   | 16,56                   | 11,96                   | 75,64  |
| 12   | Yury Kasakov     | Unione Sovietica | 10,03                   | 11,05                   | 13,64                   | 13,64                   | 10,20                   | 16,12                   | 74,68  |
| 13   | Ferenc Siák      | Ungheria         | 11,73                   | 10,05                   | 9,69                    | 15,62                   | 12,10                   | 15,41                   | 74,60  |
| 14   | Christian Pire   | Francia          | 9,92                    | 11,39                   | 12,35                   | 17,68                   | 9,35                    | 13,64                   | 74,33  |
| 15   | Helge Vasenius   | Finlandia        | 14,74                   | 13,86                   | 8,40                    | 10,03                   | 11,97                   | 14,82                   | 73,82  |
| 16   | David Tarsey     | Gran Bretagna    | 8,82                    | 10,20                   | 11,97                   | 14,30                   | 12,54                   | 14,82                   | 72,65  |
| 17   | Arthur Winther   | Australia        | 11,73                   | 9,86                    | 12,32                   | 11,78                   | 7,93                    | 17,42                   | 71,04  |
| 18   | Ryo Mabuchi      | Giappone         | 9,12                    | 9,01                    | 11,97                   | 13,44                   | 13,64                   | 13,64                   | 70,82  |
| 19   | Joseph McCann    | Australia        | 9,44                    | 9,52                    | 11,97                   | 12,00                   | 14,52                   | 11,73                   | 69,18  |
| 20   | Ronald Faulds    | Australia        | 9,44                    | 9,86                    | 9,00                    | 12,76                   | 12,96                   | 14,82                   | 68,84  |
| 21   | Raymond Cann     | Gran Bretagna    | 10,03                   | 9,69                    | 10,64                   | 11,40                   | 13,20                   | 13,00                   | 67,96  |
| 22   | Yoav Ra'anan     | Israele          | 10,37                   | 6,45                    | 12,54                   | 12,98                   | 10,56                   | 12,24                   | 65,14  |
| 23   | Fernando Ribeiro | Brasile          | 8,26                    | 6,97                    | 10,26                   | 14,08                   | 9,24                    | 13,26                   | 62,07  |
| 24   | Roy Walsh        | Gran Bretagna    | 9,92                    | 9,35                    | 7,41                    | 13,00                   | 5,72                    | 12,81                   | 58,21  |

### Finale
| Pos.    | Atleta          | Nazione          | Qualificazione | Punteggio singoli tuffi | Punteggio singoli tuffi | Punteggio singoli tuffi | Punteggio singoli tuffi | Totale |
| Pos.    | Atleta          | Nazione          | Qualificazione | 1º                      | 2º                      | 3º                      | 4º                      | Totale |
| ------- | --------------- | ---------------- | -------------- | ----------------------- | ----------------------- | ----------------------- | ----------------------- | ------ |
| Oro     | Bob Clotworthy  | Stati Uniti      | 90,07          | 15,33                   | 16,72                   | 16,64                   | 20,80                   | 159,56 |
| Argento | Donald Harper   | Stati Uniti      | 83,42          | 17,48                   | 16,33                   | 19,76                   | 19,24                   | 156,23 |
| Bronzo  | Joaquín Capilla | Messico          | 90,24          | 7,28                    | 17,16                   | 18,46                   | 17,55                   | 150,69 |
| 4       | Glen Whitten    | Stati Uniti      | 89,20          | 17,71                   | 12,74                   | 15,12                   | 13,78                   | 148,55 |
| 5       | Gennady Udalov  | Unione Sovietica | 83,06          | 14,72                   | 13,78                   | 16,12                   | 12,96                   | 140,64 |
| 6       | Roman Brener    | Unione Sovietica | 83,82          | 12,74                   | 19,24                   | 14,16                   | 9,18                    | 139,14 |
| 7       | Günther Mund    | Cile             | 80,54          | 16,10                   | 13,23                   | 15,18                   | 12,48                   | 137,53 |
| 8       | József Gerlach  | Ungheria         | 80,45          | 15,64                   | 12,39                   | 14,08                   | 13,52                   | 136,08 |
| 9       | Yury Kasakov    | Unione Sovietica | 74,68          | 15,41                   | 14,95                   | 12,54                   | 11,76                   | 129,34 |
| 10      | Juan Botella    | Messico          | 78,27          | 14,03                   | 11,76                   | 13,64                   | 9,62                    | 127,32 |
| 11      | Bill Patrick    | Canada           | 75,64          | 10,50                   | 15,18                   | 14,56                   | 11,44                   | 127,32 |
| 12      | Yutaka Baba     | Giappone         | 77,77          | 15,62                   | 13,44                   | 13,80                   | 6,24                    | 126,87 |